# バルバドス国王

女王の旗

バルバドス国王（バルバドスこくおう、英語: Monarch of Barbados）は、かつてバルバドスに設けられていた君主の称号（君主号）である。同国の国家元首であり、イギリス国王が兼ねた（人的同君連合）。1966年に英連邦王国の一国として独立したのに伴い、王位が設けられた。2021年11月30日をもって共和制に移行し、初代バルバドス女王（Queen of Barbados）エリザベス2世限りで王位が廃されたため男王（King）は存在しない。

## 概要
象徴的な存在であり、実権はほとんどなく、バルバドス総督がその職務を代行していた。
エリザベス2世のバルバドス女王としての正式な称号は
Elizabeth the Second, by the Grace of God, Queen of Barbados and of Her other Realms and Territories, Head of the Commonwealth
神の恩寵による、バルバドスならびにその他の諸王国および諸領土の女王、コモンウェルス首長、エリザベス2世
である。

## 共和主義
オーウェン・アーサー元首相は、2005年に共和制導入の是非を問う国民投票の実施を呼びかけた。 2007年11月26日に国民投票が2008年総選挙と共に実施される事が発表されたが、2007年12月2日には、選挙境界委員会（Electoral and Boundaries Commission）の懸念によりこの投票が延期されたと報道された。 選挙後、アーサーに代わってデビッド・トンプソンが首相に就任した。
2015年3月22日、フローンデル・スチュアート首相は「非常に近い将来」共和制の政府形態に移行する意向を表明した。与党民主労働党のジョージ・ピルグリム書記長はこの動きを確認し、2016年のバルバドス独立50周年に合わせて行われると予想されると述べた。憲法によると改正が成立するためには議会で3分の2以上の賛成が必要であり、民主労働党は上院では3分の2以上の議席を得ていたが、下院では議席を得ていなかった。
2020年9月、両院で3分の2以上の議席を占めるバルバドス労働党のミア・モトリー政権は、2021年11月までにバルバドスが共和制に移行することを国王演説で表明した。
2021年11月30日に首都ブリッジタウンで女王旗が下され、正式に廃位された。

## 国王の一覧
| 代 | 国王（女王）  | 国王（女王） | 出身家       | 在任期間                        | 在任期間   | 備考                 |
| -- | ------------- | ------------ | ------------ | ------------------------------- | ---------- | -------------------- |
| 01 | エリザベス2世 |              | ウィンザー家 | 1966年11月30日 - 2021年11月30日 | 55年 + 0日 | 共和制移行に伴う廃位 |